# Lynk & Co 08
La Lynk & Co 08 est un SUV familial hybride rechargeable du constructeur automobile chinois Lynk & Co produit à partir de 2023.

## Présentation
La Lynk & Co 08 est dévoilée en images le 15 mars 2023. Elle est présentée officiellement le 30 mars 2023 au salon de l'automobile de Shanghai.

## Caractéristiques techniques
Le SUV 08 repose sur la plateforme technique modulaire CMA (Compact Modular Architecture) du constructeur suédois Volvo, et il est le jumeau technique de son futur cousin suédois Volvo XC60 de troisième génération, les deux constructeurs appartenant au groupe Geely.

### Motorisations
La 08 est dotée d'un moteur thermique essence turbocompressé de 1,5 litre de cylindrée associé à un moteur électrique.

## Concept car
La Lynk & Co 08 est préfigurée par le concept car Lynk & Co The Next Day présenté en Chine le 7 juin 2022, annonçant les nouvelles lignes des prochains modèles,.
La Lynk & Co The Next Day est une berline sportive dotée de quatre portes papillon. 